# José Pérez Llacer
José Pérez Llacer (Alfafar, 26 de enero de 1927- id., 16 de julio de 2006). Fue un ciclista español, profesional entre 1947 y 1954 cuyo mayor éxito deportivo lo obtuvo 1948 al obtener una victoria de etapa en la Vuelta a España.

## Palmarés
1947
- 2 etapas de la Vuelta a Levante

1948
- 1 etapa de la Vuelta a España

1952
- Tour de Vaucluse

## Resultados en Grandes Vueltas
| Carrera         | 1947 | 1948 | 1949 | 1950 | 1951 | 1952 | 1953 | 1954 | 1955 | 1956 |
| --------------- | ---- | ---- | ---- | ---- | ---- | ---- | ---- | ---- | ---- | ---- |
| Giro de Italia  | -    | -    | -    | -    | -    | -    | -    | -    | -    | -    |
| Tour de Francia | -    | -    | -    | -    | -    | Ab.  | -    | 44.º | -    | -    |
| Vuelta a España | 10.ª | 8º   | X    | -    | X    | X    | X    | X    | Ab.  | Ab.  |